# Districte de Bad Tölz-Wolfratshausen
El districte de Bad Tölz-Wolfratshausen, en alemany Landkreis Bad Tölz-Wolfratshausen, és un districte rural (Landkreis), una divisió administrativa d'Alemanya, situat al sud de la regió administrativa de l'Alta Baviera a l'estat federat de l'Estat Lliure de Baviera (Freistaat Bayern). Limita al nord amb el districte de Múnic, a l'est amb el districte de Miesbach, al sud amb l'estat austríac del Tirol (districte de Schwaz) i a l'oest amb els districtes de Garmisch-Partenkirchen i Weilheim-Schongau i Starnberg.

## Geografia
El districte de Bad Tölz-Wolfratshausen és un dels districtes alpins de Baviera que fan de frontera amb Austria. La vall superior del riu Isar separa els Alps bàvars de les muntanyes de Karwendel, una serralada alpina calcària principalment ubicada dins d'Austria i a la qual es troba el cim més important del districte, el Schafreuter de 2102 metres d'altura.
El riu Isar arriba al districte pel sud-oest, procedent del districte de Garmisch-Partenkirchen, i continua cap al nord passant per dues de les ciutats més importants, Bad Tölz i Geretsried, el seu afluent més important és el riu Loisach que passa per l'altra ciutat, Wolfratshausen, abans de confluir amb l'Isar. A les terres del sud de la zona alpina hi ha diferents llacs de muntanya com el Walchen de 16 km² de superfície, el Kochel de 6 km² i el Sylvenstein, un embassament al curs del riu Isar. El límit nord-oest del districte es troba al llac Starnberg.

## Poblacions
(Població a 30 de setembre del 2006)
| 1. Bad Tölz (17.637) 2. Bad Heilbrunn (3.712) 3. Benediktbeuern (3.462) 4. Bichl (2.073) 5. Dietramszell (5.259) 6. Egling (5.234) 7. Eurasburg (4.262) 8. Gaißach (3.010) 9. Geretsried (23.335) 10. Greiling (1.376) 11. Icking (3.599) 12. Jachenau (876) 13. Kochel am See (4.159) 14. Königsdorf (2.912) 15. Lenggries (9.547) 16. Münsing (4.166) 17. Reichersbeuern (2.219) 18. Sachsenkam (1.238) 19. Schlehdorf (1.216) 20. Wackersberg (3.581) 21. Wolfratshausen (17.410) |

## Història
El territori que avui dia forma part del districte de Bad Tölz-Wolfratshausen és un component històric de Baviera sota diferents organitzacions administratives. El 1939 es van configurar els districtes de Bad Tölz i Wolfratshausen. El 1972, en el marc de la rerforma territorial que es va dur a terme a Baviera, es va produir la unió del districte de Bad Tölz i la major part del districte de Wolfratshausen per formar el nou districte de Bad Tölz. Alguns municipis de l'antic districte de Wolfratshausen es van incorporar als districtes de Múnic, Starnberg i Miesbach. El primer de maig del 1973 el districte va rebre la seva denominació actual.

## Escut
L'escut del districte mostra:
- un lleó, símbol del comtat medieval de Wolfratshausen
- els símbols blau i blanc de Baviera
- el bàcul, símbol de l'abadia de Benediktbeuern